# Chiesa di San Bartolomeo Apostolo (Vignale Monferrato)
La chiesa di San Bartolomeo Apostolo è la parrocchiale di Vignale Monferrato, in provincia di Alessandria e diocesi di Casale Monferrato; fa parte dell'unità pastorale Santa Lucia.

## Storia

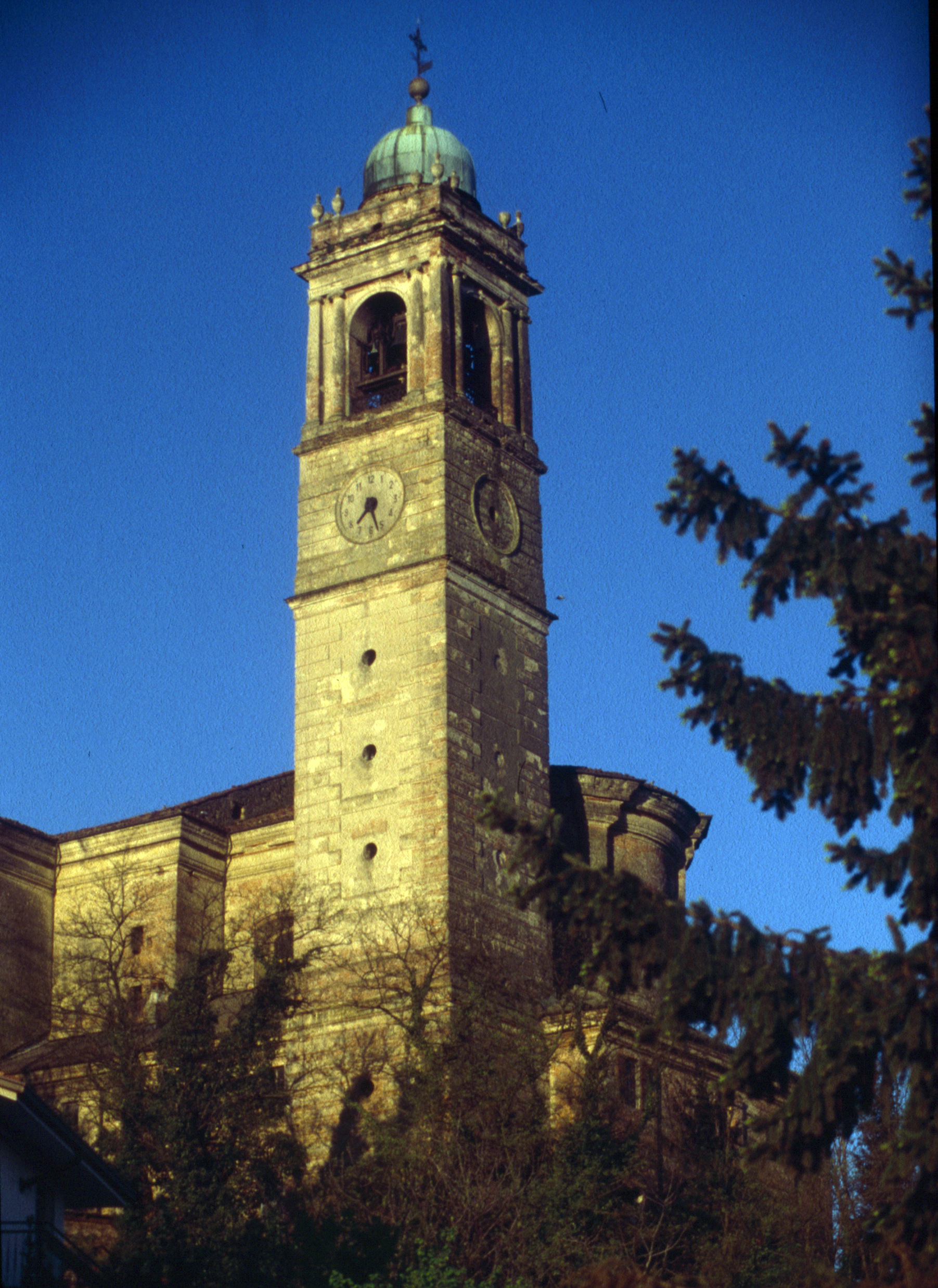
Il campanile

La prima citazione di una chiesa a Vignale Monferrato, menzionata come ecclesia S. Bartholomei de Vignali e dipendente dalla pieve di Rosignano Monferrato, risale al 1299.

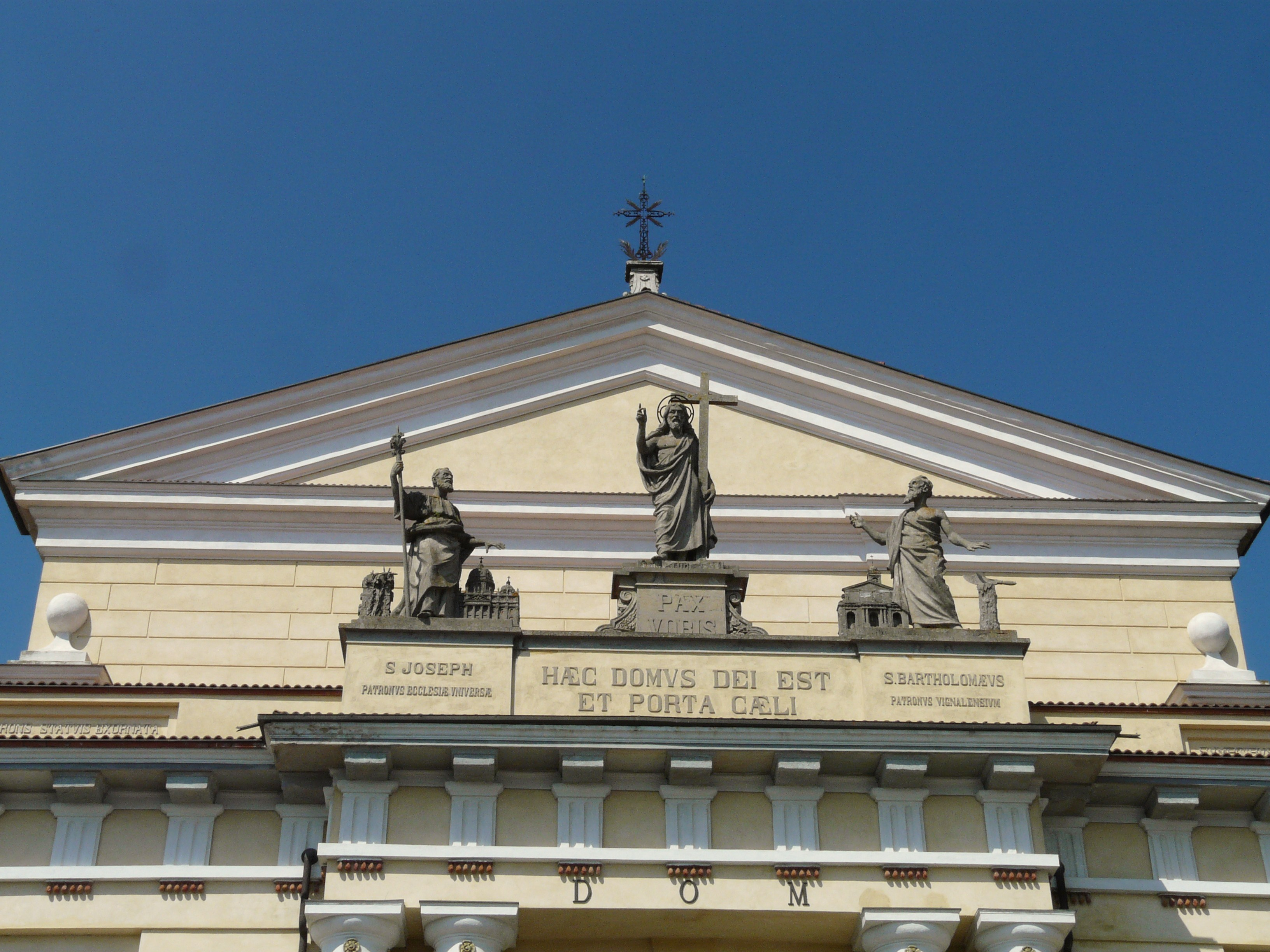
Particolare della facciata

Nel 1474 la chiesa passò dall'arcidiocesi di Vercelli alla diocesi di Casale Monferrato.
In quel periodo le parrocchie di Vignale erano due: una, in centro, dedicata ai Santi Bartolomeo e Felice, l'altra, in località Mondalino, dedicata ai Santi Pietro Maurizio; queste vennero unificate nel 1573 in una dedicata ai Santi Bartolomeo e Maurizio.
Nel 1766 venne elaborato da Ferdinando Venanzio Bianchi un progetto per la nuova chiesa, che fu presentato all'amministrazione comunale il 15 settembre 1771, dopo che era stata soppressa della precedente cappella.
La prima pietra dell'attuale parrocchiale fu posta nel 1772; durante i lavori, però, l'originario disegno fu abbandonato per seguire il progetto dello spoletino Agostino Vitoli, giudicato meno dispendioso.
Nel 1825 la chiesa fu benedetta ed aperta al culto, ma poté dirsi ultimata solo nel 1841, anno in cui venne consacrata; nel 1855 fu portato a compimento il campanile, disegnato da Pietro Delmastro.
Nel 1974 e il 1981 il tetto dovette essere rifatto, mentre nel 2003 vennero consolidate le pareti della chiesa, essendo state danneggiate durante una scossa di terremoto nel 2000.

## Descrizione

### Esterno
La facciata è caratterizzata da un pronao costruito tra il 1832 e il 1833 e caratterizzato da cinque aperture con archi a tutto sesto e da tre statue ritraendo San Giusepoe, Gesù Cristo  benedicente e San Bartolomeo, realizzate da Giulio Milanoli nel 1916.

### Interno
Opere di pregio conservate all'interno della chiesa sono due dipinti di Pietro Besso ritraenti la Redenzione dalle Miserie Umane ad opera del Cristo Risorto e l'Inno alla Vita, quattro statue raffiguranti i santi Pietro, Paolo, Giovanni Evangelista ed Evasio con in mano un modellino della cattedrale di Casale Monferrato, l'altare maggiore col ciborio, gli affreschi del soffitto con l'Assunzione della Beata Vergine Maria e l'Immacolata venerata, il gruppo di Angeli osannati,  santa Cecilia e Re Davide che suona l'arpa, il Padre Creatore, la Carità e la Fede, le statue dell'Immacolata e della Beata Vergine del Santo Rosario, scolpite nel 1872 forse da Antonio Brilla, la tela con il Martirio dell'apostolo Bartolomeo, eseguita da Luigi Morgari, e la pala ottocentesca avente come soggetto sant'Agostino.